# Snöfink
Snöfink (Montifringilla nivalis) är en bergslevande fågel i familjen sparvfinkar inom ordningen tättingar som förekommer i Europa och Asien.

## Utseende
Snöfinken är med sina 16,5–19 centimeter i längd en relativt stor och kraftigt byggd tätting. Ovansidan är brun, undersidan vit och huvudet grått. På vingen syns en karakteristisk lång och smal vit vingpanel. Sommartid är näbben svart, vintertid gul. Könen är lika. I flykten är vingarna svarta med mycket stora vita vingpaneler och stjärten vitkantat svart.

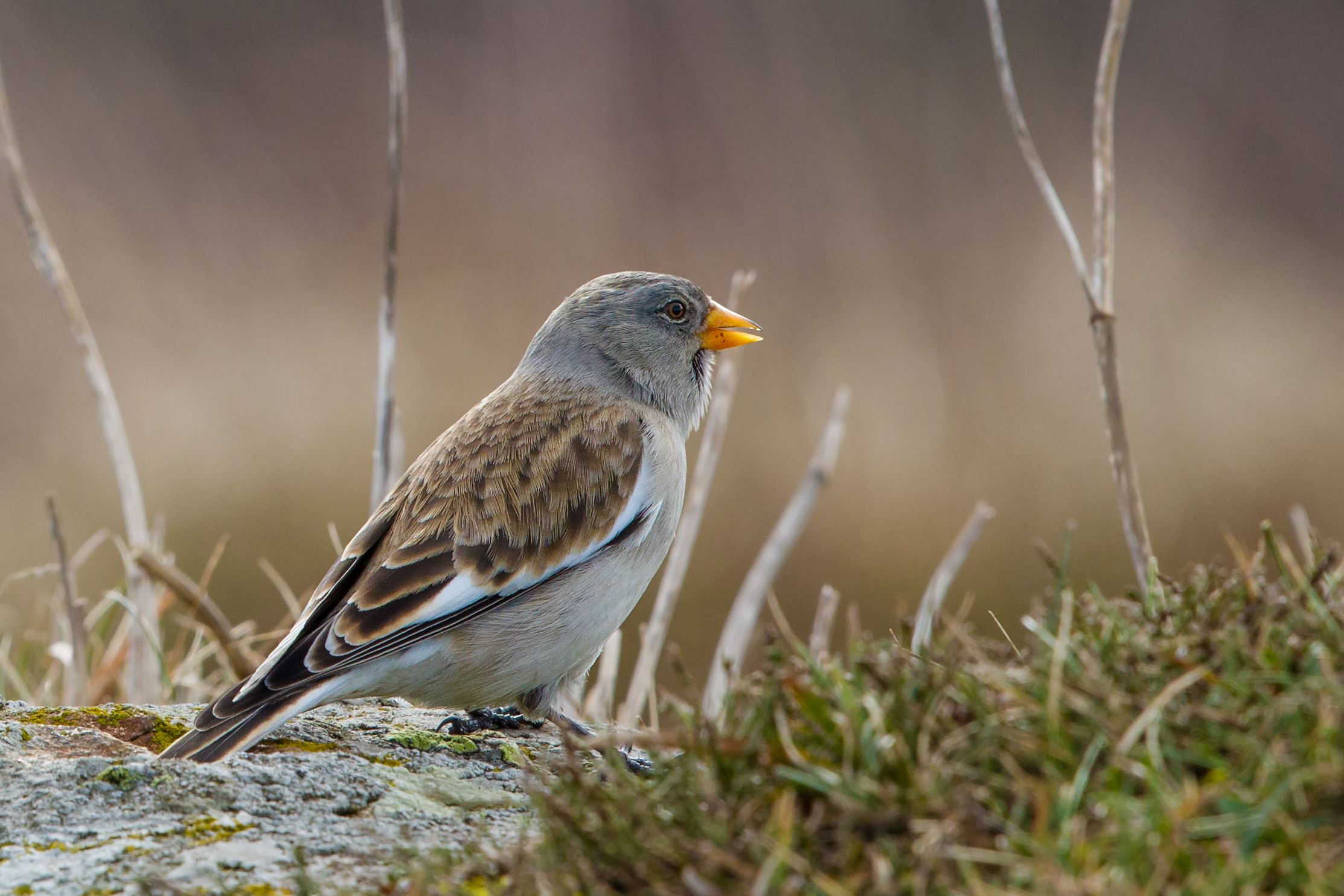
Snöfink i Tarn, Frankrike i december i typisk vinterdräkt med den orangefärgade näbben.

## Läten
Snöfinken har en rad olika läten. Bland locklätena hörs jamande "mjäh", hesa "zjiih" och korta "ti ti zy". Även ett slamrande "tjett-tjett-tjett-tjett" hörs, liksom vid oro ett rullande "tir'r'r'r". Sången framförs i sångflykt eller sittande på en sten, en varierande, stötig serie med återkommande pressade drillar och sparvröst. Även ett dämpat kvitter framförs som skuggsång.

## Utbredning och systematik
Snöfinken är en stannfågel i höglänta delar av bergstrakter, vanligtvis över 1.500 meter över havet. Den förekommer i södra Europa (Alperna, Pyrenéerna, Corsica, Balkanhalvön) och vidare österut till Centralasien och västra Kina. International Ornithological Congress (IOC) och Clements m.fl. delar in fågeln delas i sju underarter med följande utbredning:
- Montifringilla nivalis nivalis – Pyrenéerna och Alperna till Italien, södra Jugoslavien och norra Grekland
- Montifringilla nivalis leucura – södra och östra Mindre Asien
- Montifringilla nivalis alpicola – Kaukasus till norra Iran, Afghanistan (Hindu Kush) och västra Pamir
- Montifringilla nivalis gaddi – Zagros-bergen i sydvästra Iran
- Montifringilla nivalis tianshanica – Alayskiy och Chatkalskiybergen till västra Tien Shan
- Montifringilla nivalis groumgrzimaili – östra Tien Shan till västra Kina (norra Xinjiang) och centrala Mongoliet
- Montifringilla nivalis kwenlunensis – nordvästra Kina (Kunlun Shan och Altun Shan)

I verket Handbook of Western Palearctic Birds (Shirihai & Svensson 2018) erkänns endast tre underarter, där leucura, gaddi, tianshanica och groum-grzimaili alla inkluderas i alpicola. Även svenska BirdLife Sverige följer denna indelning.
Tidigare behandlades tibetsnöfink (Montifringilla henrici) som en underart till snöfink, men den urskiljs numera oftast som egen art.
Artepitetet i det vetenskapliga namnet är bildat av det latinska ordet för snövit.

## Ekologi
Snöfinken ses ofta vid skidanläggningar där den orädd letar efter något att äta. I övrigt livnär sig den huvudsakligen på frön med inslag av insekter. Fågeln är mycket tålig och rör sig mycket sällan ner under 1.000 meter över havet även i hårt vinterväder. 

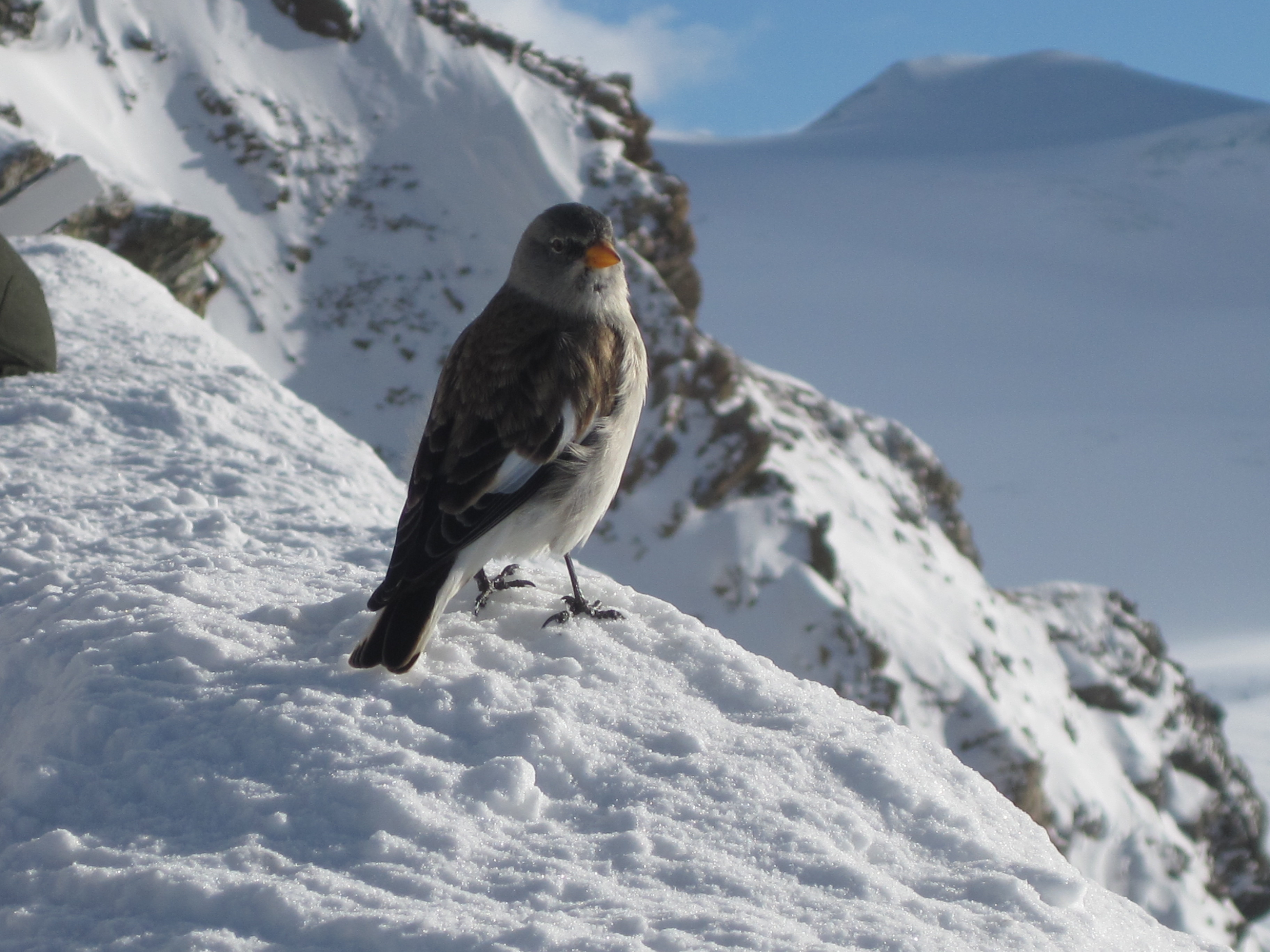
Snöfink i de schweiziska Alperna.

Den häckar ofta i små och lösa kolonier med två till sex par. Boet som placeras i en klippskreva eller i ett hål i en byggnad består av torrt gräs och mossa fodrat med fjädrar och fint växtmaterial. Snöfinken föder två kullar med fyra till fem ägg. Endast honan ruvar, i tolv till 14 dagar, medan båda föräldrar matar ungarna.

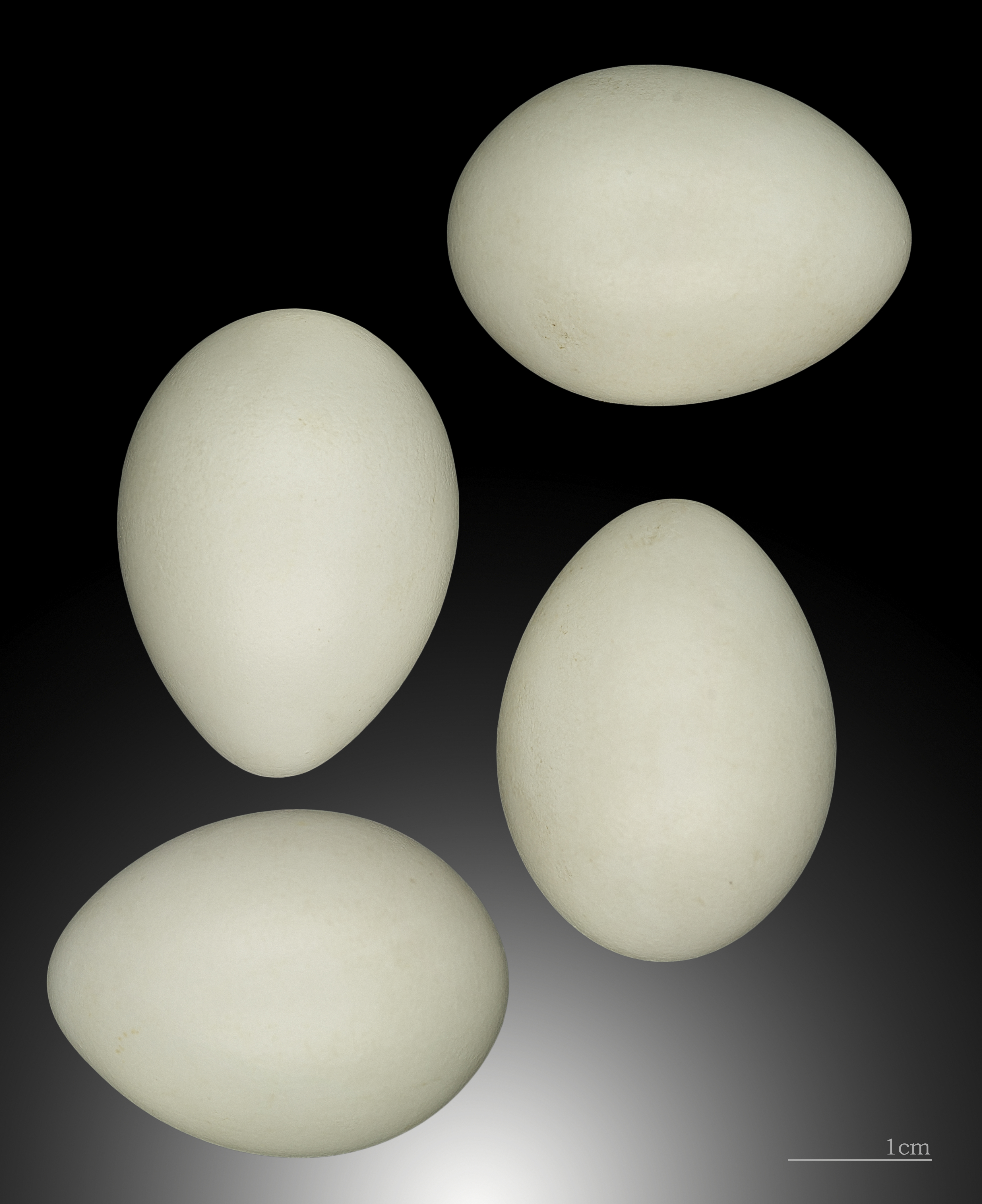
Snöfinkens ägg.

## Status och hot
Arten har ett stort utbredningsområde och en stor population med okänd utveckling. Utifrån dessa kriterier kategoriserar IUCN arten som livskraftig (LC). Världspopulationen uppskattas till mellan 1,7 och knappt 7,5 miljoner adulta individer.